# 22 novembre
Il 22 novembre è il 326º giorno del calendario gregoriano (il 327º negli anni bisestili). Mancano 39 giorni alla fine dell'anno.

## Eventi
- 1220 – Federico II di Svevia viene incoronato imperatore del Sacro Romano Impero
- 1286 – Eric V di Danimarca muore assassinato a Viborg
- 1573 – Viene fondata la città di Niterói, in Brasile
- 1574 – Vengono scoperte le Isole Juan Fernández al largo del Cile
- 1718 – Al largo della costa della Carolina del Nord, il pirata inglese Edward Teach (meglio noto come "Barbanera") viene ucciso durante un arrembaggio
- 1836 – Papa Gregorio XVI pubblica l'enciclica "La moltiplicità", sulle dispense matrimoniali nei casi di consanguineità ed affinità
- 1864 – Guerra di secessione americana: il generale confederato John Bell Hood invade il Tennessee nel fallito tentativo di trascinare il generale unionista William T. Sherman fuori dalla Georgia
- 1869 – Nei cantieri navali di Scott & Linton a Dumbarton, in Scozia viene varato il clipper britannico Cutty Sark, utilizzato per il commercio del tè sulla rotta delle Indie, famoso per le sue gare di velocità e la sua eleganza
- 1880 – L'attrice di Vaudeville Lillian Russell fa il suo debutto al Tony Pastor's Theatre di New York
- 1911 – Guerra italo-turca: 132 turco-arabi guidati da Mustafa Kemal attaccano di sorpresa e sconfiggono circa 200 italiani nella battaglia della Collina di Nadura.
- 1917 – A Montréal, Canada, la National Hockey Association si scioglie; il 26 novembre verrà sostituita dalla National Hockey League
- 1928 – Prima esecuzione del Bolero di Maurice Ravel, all'Opéra di Parigi
- 1935 – Il China Clipper decolla da Alameda (California), nel tentativo di consegnare il primo carico di posta aerea attraverso l'Oceano Pacifico; l'aereo raggiungerà la sua destinazione, Manila, e consegnerà 110.000 missive
- 1936 – La BBC diventa la prima emittente televisiva al mondo a fornire un servizio regolare
- 1942 – Seconda guerra mondiale: nella battaglia di Stalingrado la situazione per gli attaccanti tedeschi durante il contrattacco sovietico dell'Operazione Urano appare disperata e il generale Friedrich Paulus invia ad Adolf Hitler un telegramma nel quale annuncia che la VI Armata tedesca è circondata
- 1943
  - Il Libano ottiene l'indipendenza dalla Francia
  - Seconda guerra mondiale: il presidente statunitense Franklin D. Roosevelt, il primo ministro britannico Winston Churchill, e il leader cinese Chiang Kai-shek si incontrano al Cairo, in Egitto, per discutere i metodi per sconfiggere il Giappone (si veda: Conferenza del Cairo)
- 1956 – A Melbourne viene inaugurata la XVI Olimpiade
- 1963
  - A Dallas, il presidente statunitense John F. Kennedy viene assassinato, il governatore del Texas, John B. Connally viene ferito gravemente, e il vicepresidente Lyndon B. Johnson giura come 36º presidente degli Stati Uniti
  - The Beatles pubblicano l'album With The Beatles
- 1965 - Muore Dipa Nusantara Aidit, segretario del Partito Comunista Indonesiano, nel genocidio indonesiano ad opera di Haji Mohammad Suharto
- 1967 – Il Consiglio di sicurezza delle Nazioni Unite adotta la Risoluzione ONU 242 per ristabilire la pace nei territori occupati da Israele e per il ritorno ai confini di prima della guerra dei sei giorni
- 1968
  - Primo bacio interrazziale nella storia della televisione negli USA, in un episodio di Star Trek
  - The Beatles pubblicano l'album doppio The Beatles, più conosciuto come White Album
- 1972 – Guerra del Vietnam: gli Stati Uniti perdono il primo Boeing B-52 Stratofortress della guerra
- 1973 – Italia: viene sciolta l'organizzazione Ordine Nuovo, fondata da Pino Rauti, e vengono arrestati 30 dei suoi militanti per ricostituzione del partito fascista
- 1974
  - L'Assemblea generale delle Nazioni Unite garantisce all'Organizzazione per la Liberazione della Palestina lo status di osservatore
  - I Genesis pubblicano l'album The Lamb Lies Down on Broadway
- 1975
  - Italia: a Roma, durante gli scontri tra manifestanti e forze dell'ordine durante un corteo a favore dell'indipendenza dell'Angola, Piero Bruno, diciottenne militante di Lotta Continua, viene ferito da alcuni colpi d'arma da fuoco esplosi dalle forze dell'ordine; morirà il giorno successivo in ospedale
  - Juan Carlos viene dichiarato re di Spagna a seguito della morte del dittatore Francisco Franco
- 1976 – Adolfo Suarez sostituisce Carlos Arias Navarro come primo ministro di Spagna
- 1977 – La British Airways inaugura il collegamento regolare da Londra a New York con il jet supersonico Concorde
- 1982 – Giovanni Paolo II pubblica l'esortazione apostolica "Familiaris consortio", sul matrimonio e la famiglia alla luce del Vangelo
- 1986 – Mike Tyson batte per K.O. al secondo round Trevor Berbick, divenendo il più giovane campione del mondo dei pesi massimi (20 anni e 4 mesi)
- 1988 – A Palmdale (California), viene mostrato il primo prototipo del bombardiere stealth Northrop Grumman B-2 Spirit
- 1989 – A Beirut Ovest, una bomba esplode vicino al convoglio del presidente libanese René Moawad, uccidendolo
- 1990 – Margaret Thatcher rassegna le dimissioni da primo ministro del Regno Unito
- 1995 − Esce nelle sale statunitensi Toy Story - Il mondo dei giocattoli
- 2002 – In Nigeria, più di 100 persone vengono uccise durante un attacco contro le partecipanti al concorso di Miss Mondo
- 2003 – A Tbilisi (Georgia), la folla invade il parlamento per destituire il presidente Eduard Shevardnadze
- 2004 – In Ucraina ha inizio la Rivoluzione arancione, a seguito delle elezioni presidenziali
- 2005 – Angela Merkel è la nuova Cancelliera della Repubblica Federale Tedesca, prima donna a ricoprire questa carica in Germania
- 2019 – Esce nelle sale cinematografiche statunitensi il film Frozen II - Il segreto di Arendelle, 58º Classico Disney

## Nati
Ci sono circa 1 080 voci su persone nate il 22 novembre; vedi la pagina Nati il 22 novembre per un elenco descrittivo o la categoria Nati il 22 novembre per un indice alfabetico.

## Morti
Ci sono circa 500 voci su persone morte il 22 novembre; vedi la pagina Morti il 22 novembre per un elenco descrittivo o la categoria Morti il 22 novembre per un indice alfabetico.

## Feste e ricorrenze

### Civili
Nazionali:
- Libano  – Giorno dell'indipendenza

### Religiose
Cristianesimo:
- Santa Cecilia, vergine e martire, patrona della musica
- Sant'Anania di Arbela, martire
- San Benigno di Milano, vescovo
- Santi Filemone e Appia, coniugi, martiri
- San Pietro Esqueda Ramirez, sacerdote e martire
- San Pragmazio, vescovo di Autun
- Santi Valeriano di Forlì e 80 compagni, martiri a Forlì
- Beati Elia Giuliano Torrido Sanchez e Bertrando Francesco Lahoz Moliner, religiosi e martiri
- Beata Giovanna di Montefalco
- Beato Michele Puig, mercedario
- Beati Salvatore Lilli e sette compagni laici armeni, martiri
- Beato Tommaso Reggio, vescovo